# Incon de Nantes
Incon (latín: Inconus; nórdico antiguo: Haakon o Inge) fue un caudillo vikingo de Bretaña entre 930–937, según el cronista Flodoardo sucedió a Ragenold de Nantes tras su muerte. El centro de su poder estaba en Nantes y su poder llegaba a toda Bretaña y con seguridad a los departamentos actuales de Vendée y Mache.
Flodoardo cita que en 930. el rey Raúl I de Francia dispersa en un único combate Ad Destricios a los vikingos del Loira. Al año siguiente, menciona que los bretones se sublevaron durante la fiesta de San Miguel (29 de septiembre) y mataron a todos los invasores, comenzando por su líder llamado Félécan. Incon, caudillo de los vikingos de Bretaña, ayudado por los vikingos de Normandía, se apodera de la región, elimina las revueltas y mata a los rebeldes.
En 933 Guillermo I de Normandía, duque normando, rinde homenaje al rey Raúl por «la tierra de los bretones situada a orillas del mar» o sea Cotentin y Avranchin otorgada por Carlos el Calvo al rey Salomón I de Bretaña sesenta y seis años antes. Así Normandía logra su máxima extensión territorial.
En 935 los vikingos, que en aquella época solo podían proceder de Nantes, atacan y devastan Berry pero los habitantes se defienden y acaban (literalmente) por «despedazarlos».
Los anales francos no ofrecen información sobre Incon. Parece que es el caudillo vikingo de Nantes que se enfrentó a la ofensiva victoriosa de Alano II de Bretaña y los bretones procedentes de Inglaterra, que terminó con la conquista de la ciudad y la expulsión de los escandinavos en 937.